# Willem Wever
Willem Wever is een informatief televisieprogramma en een informatieve website van de KRO-NCRV voor kinderen en volwassenen waarin kijkersvragen worden beantwoord. In het programma wordt hiervoor een expert bezocht, die het antwoord zo visueel mogelijk uitlegt. Op deze manier wordt het antwoord op de vraag en de uitleg voor de kijker ook duidelijk. Vaak wordt gebruikgemaakt van proefjes, soms kunnen deze door de kijker worden nagedaan. Het programma valt onder de categorie infotainment, en is vergelijkbaar met de kinderprogramma's Groot Licht en Het Klokhuis.
De website werkt op dezelfde manier. Kinderen stellen vragen waarvan de redactie er dagelijks drie selecteert,  waar via de site op gestemd kan worden. De winnende vraag wordt vervolgens door een expert beantwoord. Op de site zijn verder ook themapagina's te vinden met weetjes en spelletjes rondom één onderwerp, zoals voeding of sport.

## Ontstaan
Willem Wever heeft haar wortels in het radioprogramma Wie Weet Waar Willem Wever Woont?, dat vanaf 1977 door de NCRV werd uitgezonden. Met steevast de vraag van een luisteraar als vertrekpunt, behandelde het radio-programma de meest uiteenlopende onderwerpen (wat doet het woord 'kaas'  in Pindakaas?). Reportages op locatie werden aangevuld met studiogesprekken met deskundigen. Met gemiddeld één miljoen luisteraars was het programma, gepresenteerd door Gerard van den Berg en Legien Kromkamp en later Dik Bikker en Jeannette van Enst, het best beluisterde infotainment-programma van haar tijd. 
Begin jaren negentig, verscheen de televisie-versie, dat goeddeels trouw bleef aan het oorspronkelijke format. De presentatie was aanvankelijk in handen van Jochem van Gelder. Na zeven seizoenen werd hij opgevolgd door Kasper van Kooten, die al na 1 seizoen plaats maakte voor Jetske van den Elsen. Van den Elsen presenteerde het programma 6 seizoenen lang, maar werd in 2007 opgevolgd door acteur Ewout Genemans. In 2014 werd Genemans opgevolgd door Evelien Bosch en Sascha Visser. In 2015 werden zij opgevolgd door Ajouad El Miloudi en Jetske van den Elsen, die na acht jaar een jaartje terugkeerde bij het programma en vervolgens werd opgevolgd door Tess Milne. In 2017 kwam Saskia Weerstand er bij, en in 2019 volgde een nieuw presentatorsduo met Tim Senders en Edson da Graça.

## Presentatoren
Radio (Wie weet waar Willem Wever Woont?)
- Gerard van den Berg (1977-1984)
- Legien Kromkamp (1977-1984)
- Dik Bikker (1984 - ?)
- Jeannette van Enst (1984 - ?)

Televisie (Willem Wever)
- Jochem van Gelder (1994-2000)
- Kasper van Kooten (2000-2001)
- Jetske van den Elsen (2001-2007, 2015)
- Ewout Genemans (2007-2014)
- Raymi Sambo (2006-?)
- Sascha Visser (2014-2015)
- Evelien Bosch (2014-2015)
- Ajouad El Miloudi (2015-2018)
- Tess Milne (2016-2019)
- Saskia Weerstand (2017-2019)
- Tim Senders (2019-heden)
- Edson da Graça (2019-2022)